# 우치야마역
우치야마역(일본어: 内山駅)은 일본 도야마현 구로베시에 위치한 도야마 지방 철도 본선의 철도역이다. 단선 승강장 1면 1선의 구조를 갖춘 지상역이다.

## 이용 현황
| 연도 | 1일 평균 승차 인원 |
| ---- | ------------------ |
| 2003 | 218                |
| 2004 | 214                |
| 2005 | 222                |
| 2006 | 224                |
| 2007 | 215                |
| 2008 | 217                |
| 2009 | 169                |
| 2010 | 172                |
| 2011 | 173                |
| 2012 | 178                |
| 2013 | 187                |
| 2014 | 178                |
| 2015 | 193                |

## 역 주변
- 구로베강

## 역사
- 1923년 11월 21일 : 구로베 철도의 역으로서 개업.
- 1943년
  - 1월 1일 : 도야마 현 내의 모든 철도 회사가 도야마 전기 철도를 중심으로 도야마 지방 철도로 통합되어, 이 회사의 구로베 선이 됨.
  - 11월 11일 : 구 구로베 철도의 노선이 600V부터 1500V로의 승압과 플랫폼 개선 등의 공사가 완료해, 덴테쓰토야마 역 - 우나즈키온센 역 간의 직통 운행이 개시됨.

## 인접 역
| 도야마 지방 철도 본선      | 도야마 지방 철도 본선 | 도야마 지방 철도 본선      |
| -------------------------- | --------------------- | -------------------------- |
| 아이모토 덴테쓰토야마 방면 | ■ 본선                | 오토자와 우나즈키온센 방면 |